# Imperatrice Shōken
Imperatrice Shōken 昭憲皇后 (Kōgō Shōken?) (Kyoto, 9 maggio 1849 – Numazu, 9 aprile 1914) anche nota come Imperatrice Vedova Shōken (昭憲皇太后?, Shōken-kōtaigō), era l'imperatrice consorte dell'Imperatore Meiji del Giappone.

## Infanzia e ascesa al trono
Nata Masako Ichijō (一条勝子?, Ichijō Masako), era la terza figlia femmina di Tadaka Ichijō, ex Ministro della Sinistra e capo del ramo Ichijō del clan Fujiwara. Sua madre era una figlia del principe Fushimi Kuniie. Venne adottata dalla stessa, essendo la madre naturale Tamiko Shinbata, figlia di un dottore della famiglia Ichijō.
Da bambina la principessa Masako era qualcosa di prodigioso: era in grado di leggere versi dal Kokinwakashū all'età di quattro anni e aveva composto lei stessa alcuni versi waka all'età di cinque anni. A sette anni era in grado di leggere alcuni testi in cinese classico, con qualche aiuto, e stava studiando calligrafia giapponese. A dodici anni aveva studiato il Koto, ed era appassionata dei drammi Nō. Aveva anche studiato ikebana e la cerimonia giapponese del tè. Fatto inusuale per il tempo, era stata anche vaccinata contro il vaiolo. Il maggiore ostacolo al suo matrimonio era che lei aveva tre anni più dell'imperatore Meiji, ma questo problema fu risolto cambiando la sua data di nascita ufficiale dal 1849 al 1850.
Diventò fidanzata dell'imperatore Meiji il 2 settembre 1867 e adottò il nome di Haruko (美子?), che aveva lo scopo di riflettere la sua taglia minuta e la sua serena bellezza. Lo Shogunato Tokugawa promise 15.000 ryō in oro per le nozze, e le assegnò un reddito annuo di 500 koku, ma poiché la Restaurazione Meiji avvenne prima che le nozze potessero essere completate, gli importi promessi non furono mai consegnati. Le nozze furono in parte rimandate a causa del periodo di lutto per l'imperatore Kōmei e per suo fratello Saneyoshi Ichijō ed a causa di disordini politici vicino a Kyoto nel 1867 e nel 1868. Le nozze furono finalmente celebrate ufficialmente l'11 gennaio 1869.
Fu la prima consorte imperiale a ricevere il titolo sia di nyōgō che di kōgō (letteralmente, "la moglie dell'imperatore", tradotto anche come "imperatrice consorte") in diverse centinaia di anni.
Nel 1879 fu chiamata come sua istitutrice e dama di compagnia Kishida Toshiko, che si era fatta notare dal principe Arisugawa Taruhito in un'esibizione di calligrafia. L'imperatrice venne da lei istruita sui classici cinesi, in particolare sulle opere e il pensiero di Mencio. Poco meno di due anni dopo, tuttavia, Kishida lasciò il suo incarico a causa di problemi di salute.
Sebbene sia stata la prima imperatrice consorte giapponese a giocare un ruolo pubblico, diventò presto chiaro che l'imperatrice Haruko non era in grado di generare figli. L'imperatore Meiji ebbe quindici figli da cinque dame di compagnia ufficiali. Come era da lungo tempo usanza per la monarchia giapponese, adottò Yoshihito, il maggiore dei figli di suo marito avuto da una concubina. Yoshihito diventò quindi l'erede ufficiale al trono e, alla morte dell'imperatore Meiji, gli successe come imperatore Taishō.

## Imperatrice Vedova
Alla morte dell'imperatore Meiji nel 1912, le fu concesso il titolo di Imperatrice Vedova (皇太后?, Kōtaigō) dall'imperatore Taishō.
Morì nel 1914 nella Villa Imperiale a Numazu e fu sepolta nel tumulo orientale del Fushimi Momoyama Ryo nel Fushimi-ku a Kyoto, accanto all'imperatore Meiji. Alla sua anima è dedicato il santuario Meiji a Tokyo. Il 9 maggio 1914 ricevette il nome postumo di Shōken Kōtaigō.
La carrozza ferroviaria dell'imperatrice, così come quella dell'imperatore Meiji, si può visitare oggi al museo Meiji-Mura, a Inuyama nella prefettura di Aichi.

## Titoli e trattamento
- 9 maggio 1849 – 11 gennaio 1869: Lady Masako Ichijō
- 11 gennaio 1869 – 30 luglio 1912: Sua Maestà Imperiale L'Imperatrice del Giappone
- 30 luglio 1912 – 9 aprile 1914: Sua Maestà Imperiale L'Imperatrice Vedova del Giappone
- titolo postumo: Sua Maestà Imperiale Imperatrice Shōken